# Lars Helgöstam
Lars Helgöstam (21 dicembre 1934) è un ex cestista svedese.

## Carriera
Con la Svezia ha disputato i Campionati europei del 1955.